# Lunar Reconnaissance Orbiter
Lunar Reconnaissance Orbiter (LRO), NASA-ina svemirska letjelica namijenjena mapiranju površine Mjeseca. Služi kao prethodnik koji će pomoći u stvaranju preduvjeta za povratak ljudske prisutnosti na Mjesecu. Njegov detaljni program mapiranja identificira sigurna mjesta slijetanja, lociranje potencijalnih resursa na Mjesecu, karakterizaciju radijacijskog okoliša i demonstraciju novih tehnologija.  
Lansiran je 18. lipnja 2009. iz Cape Canaverala pomoću rakete Atlas V. LRO je bila prva misija Sjedinjenih Država na Mjesec u više od deset godina. LRO i LCROSS pokrenuti su kao dio američkog programa Vizija za istraživanje svemira.
Sonda je napravila trodimenzionalnu kartu Mjesečeve površine rezolucije 100 metara i 98,2% pokrivenosti (isključujući polarna područja u dubokoj sjeni), uključujući slike razlučivosti 0,5 metara od mjesta slijetanja Apolla. Prve slike LRO-a objavljene su 2. srpnja 2009., a prikazuju područje u lunarnom gorju južno od Mare Nubium (More oblaka). 
Ukupni troškovi misije prijavljeni su kao 583 milijuna USD-a, od čega 504 milijuna USD-a se odnosi na glavnu LRO sondu i 79 milijuna USD-a na satelit LCROSS. Od 2019. LRO ima dovoljno goriva za nastavak djelovanja još najmanje sedam godina, a NASA očekuje da će nastaviti upotrebljavati LRO-ove izviđačke sposobnosti za prepoznavanje mjesta za slijetanja na Mjesec do 2020-ih.  